# Kritisches Tagebuch
Das Kritische Tagebuch war eine werktägliche Hörfunksendung des Westdeutschen Rundfunks. Sie wurde von 1967 bis Ende 2003 in WDR 3 ausgestrahlt, zuletzt ab 19.05 Uhr, lief eine knappe halbe Stunde und galt in der ARD als Flaggschiff intellektueller Zeitkritik. Im Kritischen Tagebuch kamen aktuelle politische und kulturelle Themen auf den Prüfstand, in oft bissiger, selten satirischer Form.

## Entstehung
Die Sendung wurde von Marianne Lienau und Hanno Reuther begründet und lief zum ersten Mal am 3. April 1967 im Abendprogramm. Aus der anfänglich feuilletonistisch geprägten Sendung entwickelte sich ein aufklärerisches, anspruchsvolles Hörfunkmagazin über Kultur, Wirtschaft und Politik. Zu den Autoren der Sendung zählten unter anderem Alice Schwarzer, Claudia Wolff, Walter Boehlich, Otto Köhler und Daniel Cohn-Bendit. Die Sendelänge betrug über viele Jahre 20 Minuten, gefolgt von 5 Minuten intellektuell geprägter Literaturkritik; diese Rubrik hieß Meinungen über Bücher und wurde häufig von Autoren des Kritischen Tagebuchs, jedoch einer anderen Redaktion bedient.
Die Selbstdarstellung des Programms lautete im Jahr 2000:
Seit 30 Jahren ein publizistisches Markenzeichen des WDR: sperrig und kantig, nimmt das „Kritische Tagebuch“ politische Ereignisse, kulturelle Trends oder Bildungsfragen unter die Lupe. Meinung ist gefragt, Kontroversen sind willkommen. Hier mäßigt der Moderator nicht, sondern spitzt zu!

## Abschaffung
Im Jahr 2004 gab der WDR unter der Ägide des WDR 3-Wellenchefs Karl Karst die Marke Kritisches Tagebuch im Rahmen einer Programmreform auf, reduzierte die halbe Stunde auf eine Viertelstunde und nannte sie Tageszeichen. Kritiker sahen darin den Beginn einer Demontage politisch-kulturell anspruchsvollen Programms und einer „Entwortung“ von WDR 3. Der Sender selbst nannte 2009 das Kritische Tagebuch rückblickend eine „renommierte Sendung“. Das Tageszeichen lief werktäglich von 19.45 bis 20.00 Uhr und hielt sich nur vier Jahre; im Zuge einer weiteren Programmreform wurde die Sendung am 29. August 2008 eingestellt, der Moderator dieses letzten Tageszeichens war Wolfgang Stenke. Damit schaffte der WDR seine einzige Plattform für aktuelle Zeitkritik, die über den politischen Kommentar weit hinausging, ab. Eine vom WDR als „Nachfolger“ von Kritischem Tagebuch und Tageszeichen geschaffene Wortsendung namens Politikum läuft auf der Servicewelle WDR 5 und hat mit der ursprünglichen Sendung formal und inhaltlich nichts mehr gemein.

## Moderatoren des Kritischen Tagebuchs (Auswahl)
Marianne Lienau, Hanno Reuther, Eberhard Rondholz, Jürgen Keimer, Wolfgang Korruhn, Helga Kirchner, Lothar Fend, Gabriele Gillen, Beatrix Novy, Wolfgang Stenke, Björn Blaschke, Hubert Maessen
Das Tageszeichen moderierte unter anderem auch Richard David Precht.

## Hörbeispiele Tageszeichen
- YouTube-Playlist: WDR 3 TagesZeichen, verschiedene Sendungen, u. a. Rückblicke auf das Kritische Tagebuch